# Skjoldungebræ
Skjoldungebræ är en glaciär i Grönland (Kungariket Danmark). Den ligger i den östra delen av Grönland, 1 400 km nordost om huvudstaden Nuuk. Skjoldungebræ ligger 1 112 meter över havet.
Terrängen runt Skjoldungebræ är kuperad åt sydväst, men åt nordost är den bergig. Terrängen runt Skjoldungebræ sluttar norrut.  Trakten runt Skjoldungebræ är nära nog obefolkad, med mindre än två invånare per kvadratkilometer. Det finns inga samhällen i närheten. Trakten runt Skjoldungebræ är permanent täckt av is och snö.